# IC 4122
IC 4122 је елиптична галаксија у сазвјежђу Береникина коса која се налази на листи објеката дубоког неба у Индекс каталогу.
Деклинација објекта је + 20° 11' 48" а ректасцензија 13h 3m 24,4s. Привидна величина (магнитуда) објекта IC 4122 износи 14,4 а фотографска магнитуда 15,4. IC 4122 је још познат и под ознакама CGCG 100-24, PGC 45092.